# Venusia debrunneata
Venusia debrunneata là một loài bướm đêm trong họ Geometridae.